# Barkskinnbaggar
Barkskinnbaggar eller barkstinkflyn (Aradidae) är en familj i insektsordningen halvvingar. Familjen innehåller omkring 1 800 kända arter världen över. I Sverige finns 22 arter.
Barkskinnbaggar är ganska små insekter med en bred och platt kroppsform, som en anpassning till trånga utrymmen. Vanligen lever de i skogar eller delvis skogbevuxna områden under barken på träd, där de livnär sig på svamptrådar, till exempel Aradus cinnamomeus på tall och Aradus betulae på björk. Den förstnämnda arten är en av relativt få barkskinnbaggar som inom skogsbruket anses som ett skadedjur, då den främst lever på unga och friska träd. Detta i motsats till flertalet andra barkskinnbaggar som föredrar döda eller döende träd. Några arter har ett annat levnadssätt, som Aradus frigidus som bland annat förekommer på Stora alvaret och livnär sig på att suga ut växtsaft från rötter av ölandssolvända. 
Barkskinnbaggar har som andra halvvingar ofullständig förvandling och genomgår utvecklingsstadierna ägg, nymf och imago. Vissa arter är som fullbildade insekter vingdimorfa, på så sätt att en del individer har vingar och kan flyga, medan andra individer saknar flygförmåga på grund av ofullstädigt utvecklade vingar. Några arter är även så kallade brandinsekter, det vill säga att de gynnas av skogsbränder. 

## Arter i Sverige
- spetshörnad barkskinnbagge	(Aradus angularis)
- svart barkskinnbagge	(Aradus aterrimus)
- tvåfläckig barkskinnbagge	(Aradus bimaculatus)
- Aradus brevicollis
- stor barkskinnbagge	(Aradus conspicuus)
- franstandad barkskinnbagge	(Aradus erosus)
- slät barkskinnbagge	(Aradus laeviusculus)
- vithornad barkskinnbagge	(Aradus signaticornis)
- mindre aspbarkskinnbagge	(Aradus truncatus)
- Aradus betulae
- Aradus betulinus
- tallbarkstinkfly	(Aradus cinnamomeus)
- Aradus corticalis
- Aradus crenaticollis
- Aradus depressus
- Aradus frigidus
- Aradus lugubris
- Aradus obtectus
- stor aspbarkskinnbagge (Mezira tremulae)
- Aneurus avenius
- slät lövbarkskinnbagge (Aneurus laevis)